# Nuottisaari (ö i Norra Österbotten, Nivala-Haapajärvi, lat 63,56, long 25,85)
Nuottisaari är en ö i Finland. Den ligger i sjön Pyhäjärvi och i kommunen Pyhäjärvi i den ekonomiska regionen  Nivala-Haapajärvi ekonomiska region  och landskapet Norra Österbotten, i den centrala delen av landet, 400 km norr om huvudstaden Helsingfors. Öns area är 0,1 hektar och dess största längd är 60 meter i nord-sydlig riktning.